# Pierre Rouanne

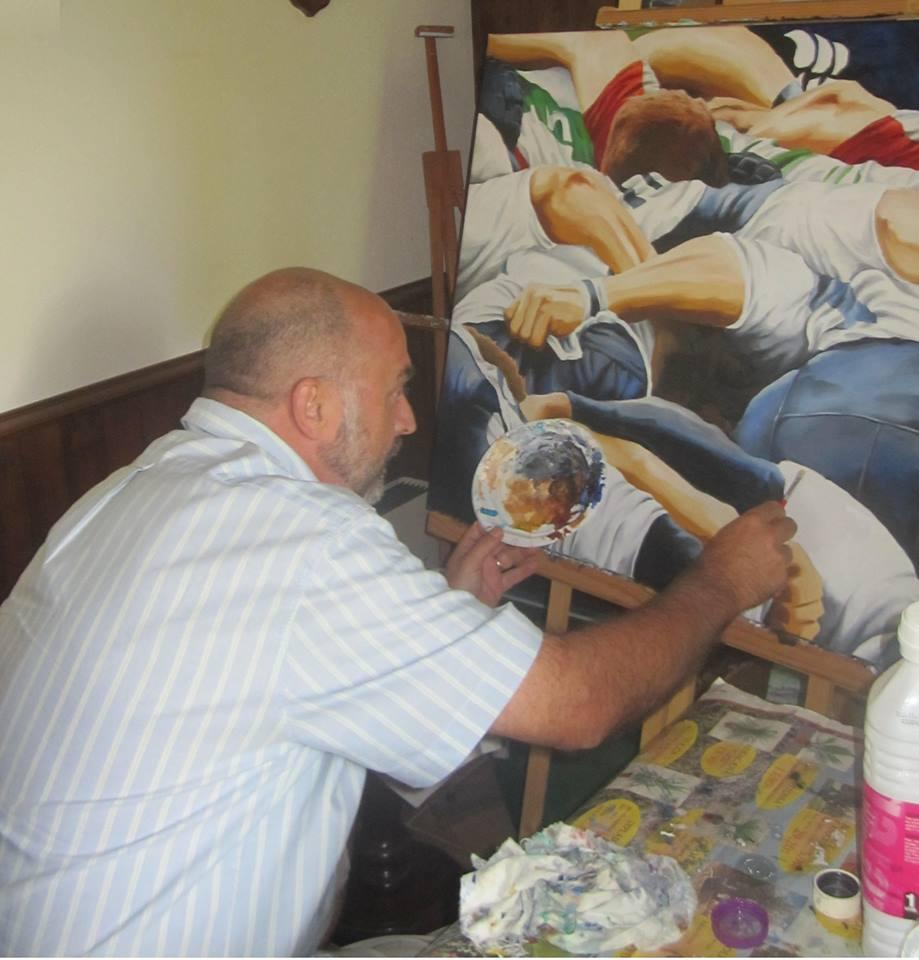
Pierre Rouanne dans son atelier

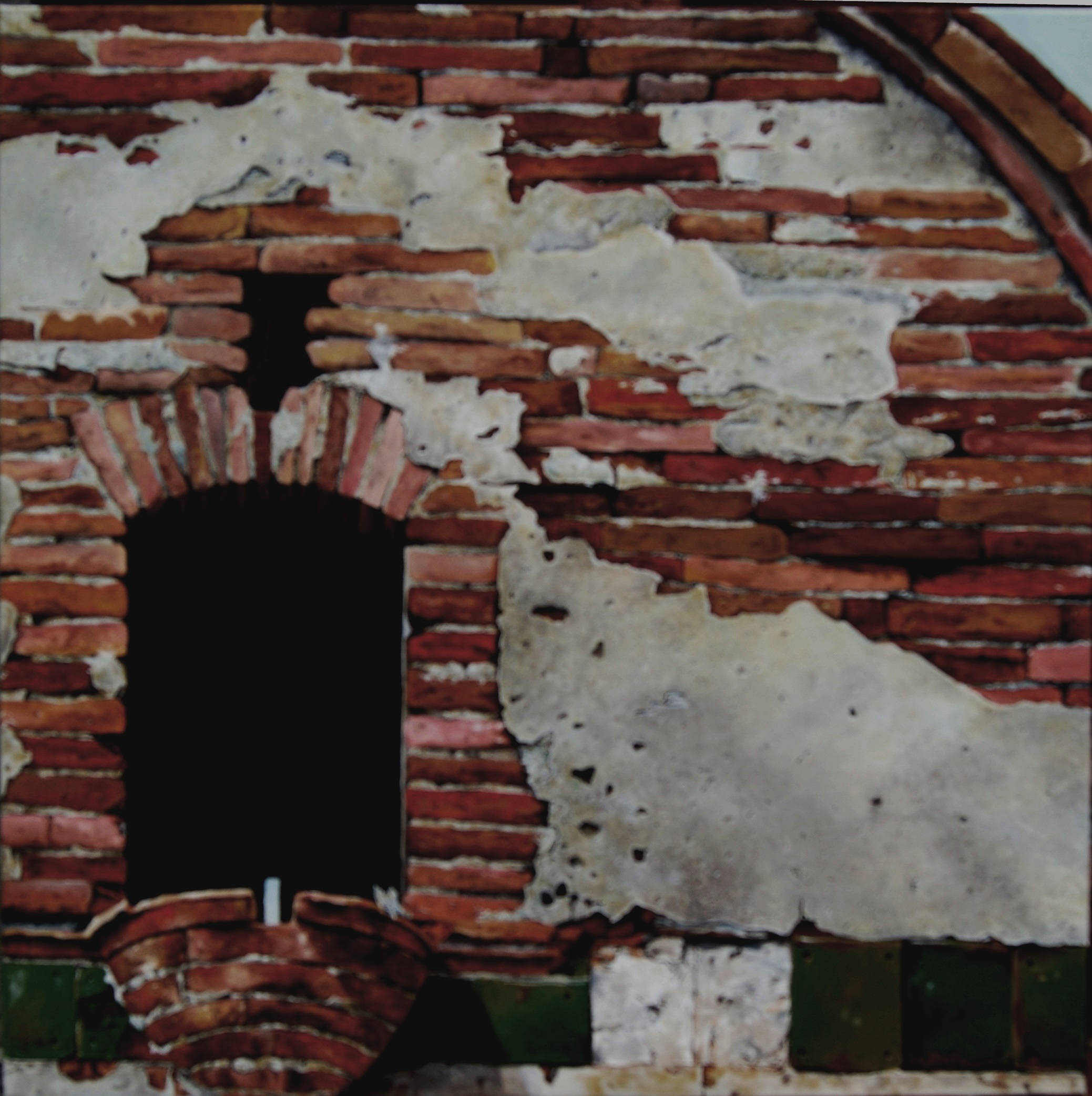
Le vieux pigeonnier - Huile sur toile 100x100cm - 2015 - prix du salon international de la fondation Pous

Pierre Rouanne est un peintre, et écrivain français ayant œuvré dans le livre-jeu, lauréat du prix 2000 de l’Éducation Nationale, vice-lauréat du Prix Européen du Roman pour Enfants, prix du Lubéron, du prix de la fondation Pous lors du salon international 2016, sélection du festival de Sanary 2018, prix du Lion's club 2019...